# Ympäristötalo
Ympäristötalo est un bâtiment du quartier de Karjasilta de la ville d'Oulu en Finlande,,.

## Description
L'immeuble de bureaux héberge les services techniques de la ville d'Oulu.
Le bâtiment, dont la construction s'est achevée à l'été 2011, a été conçu par le cabinet d'architectes Vauhtiviiva, avec Juha Pasanen en tant que concepteur en chef et Asko Kilpeläinen et Jyri Kotilainen en tant qu'architectes du projet. 
La façade du bâtiment de cinq étages est en acier Corten résistant aux intempéries

## Galerie

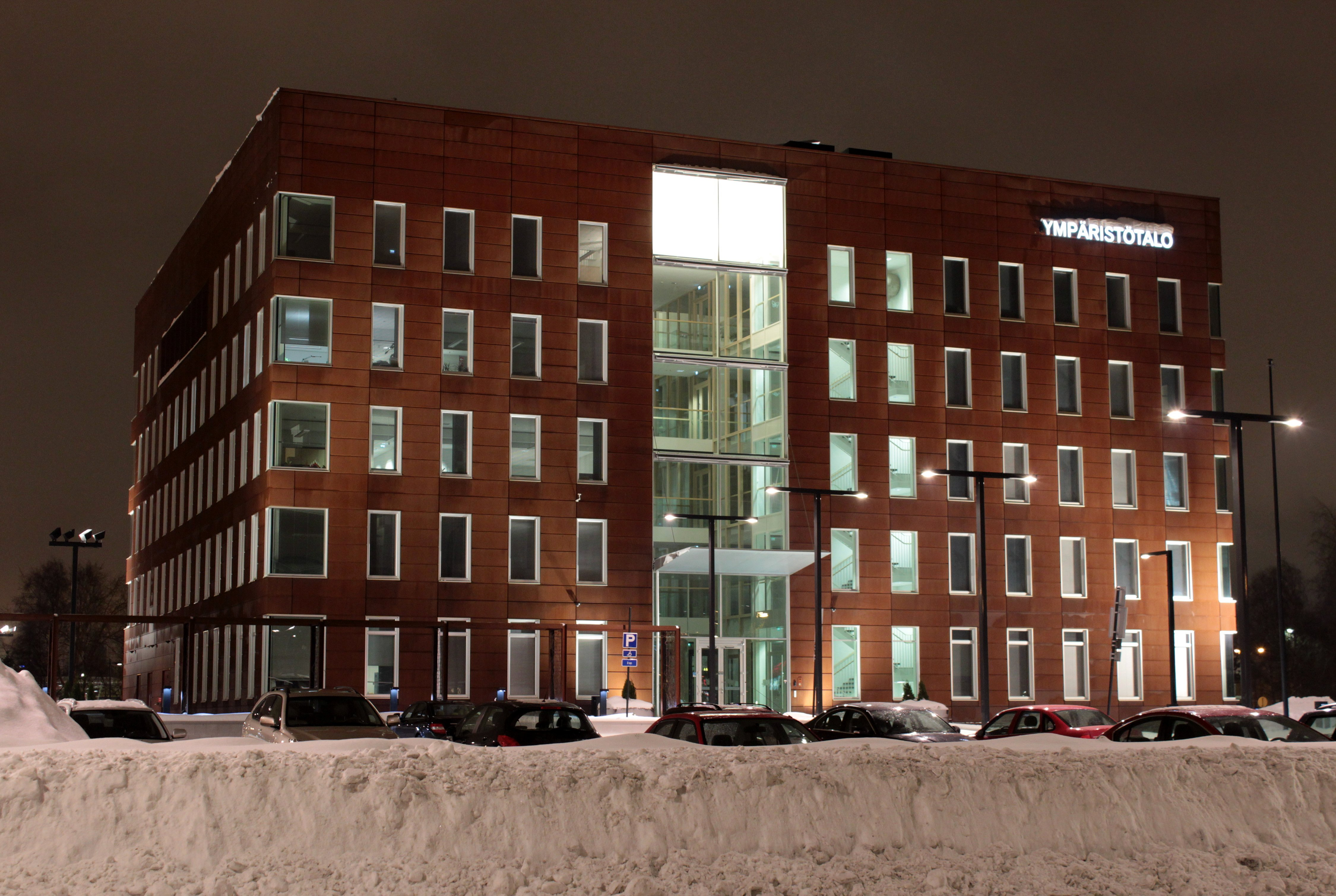
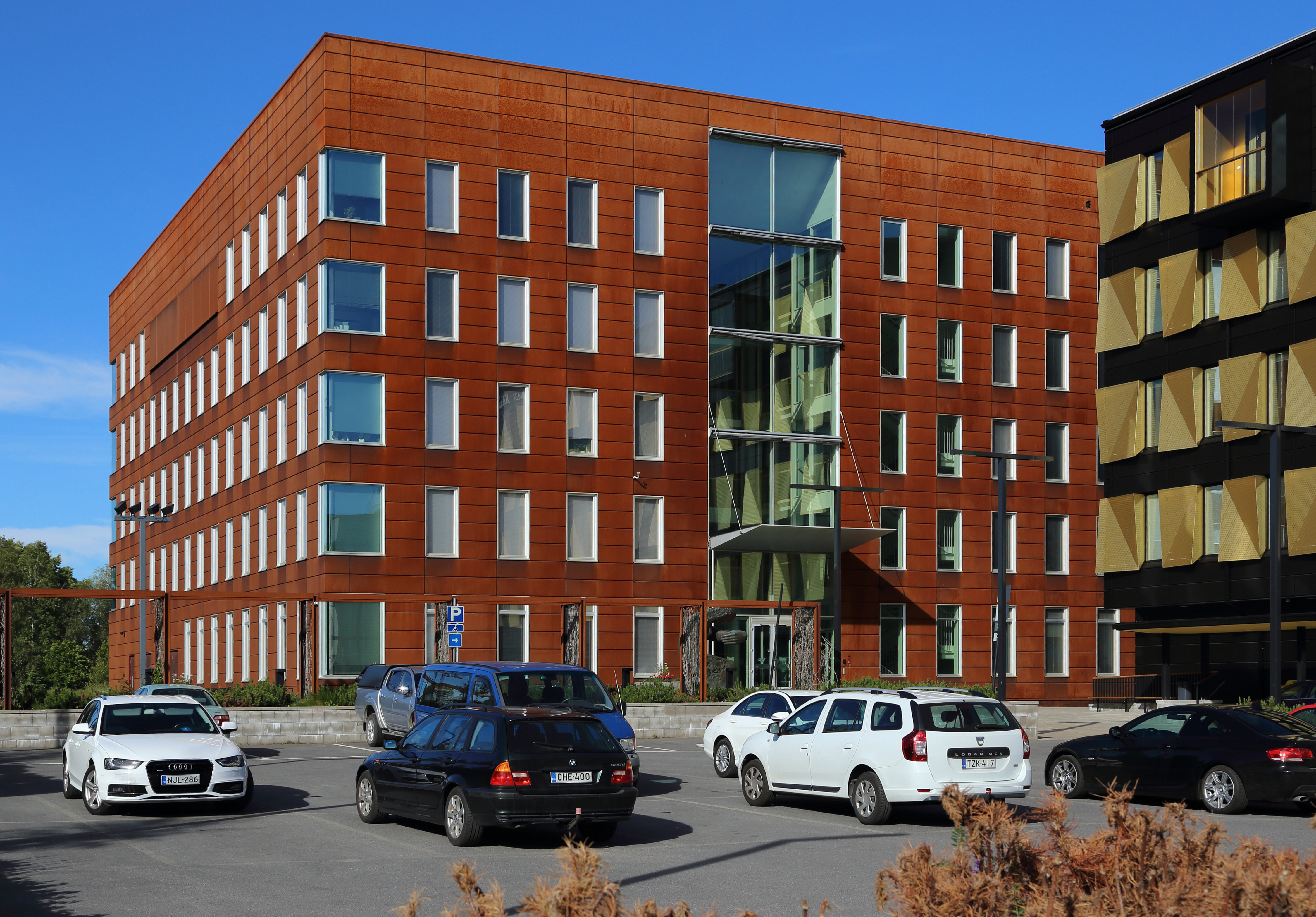
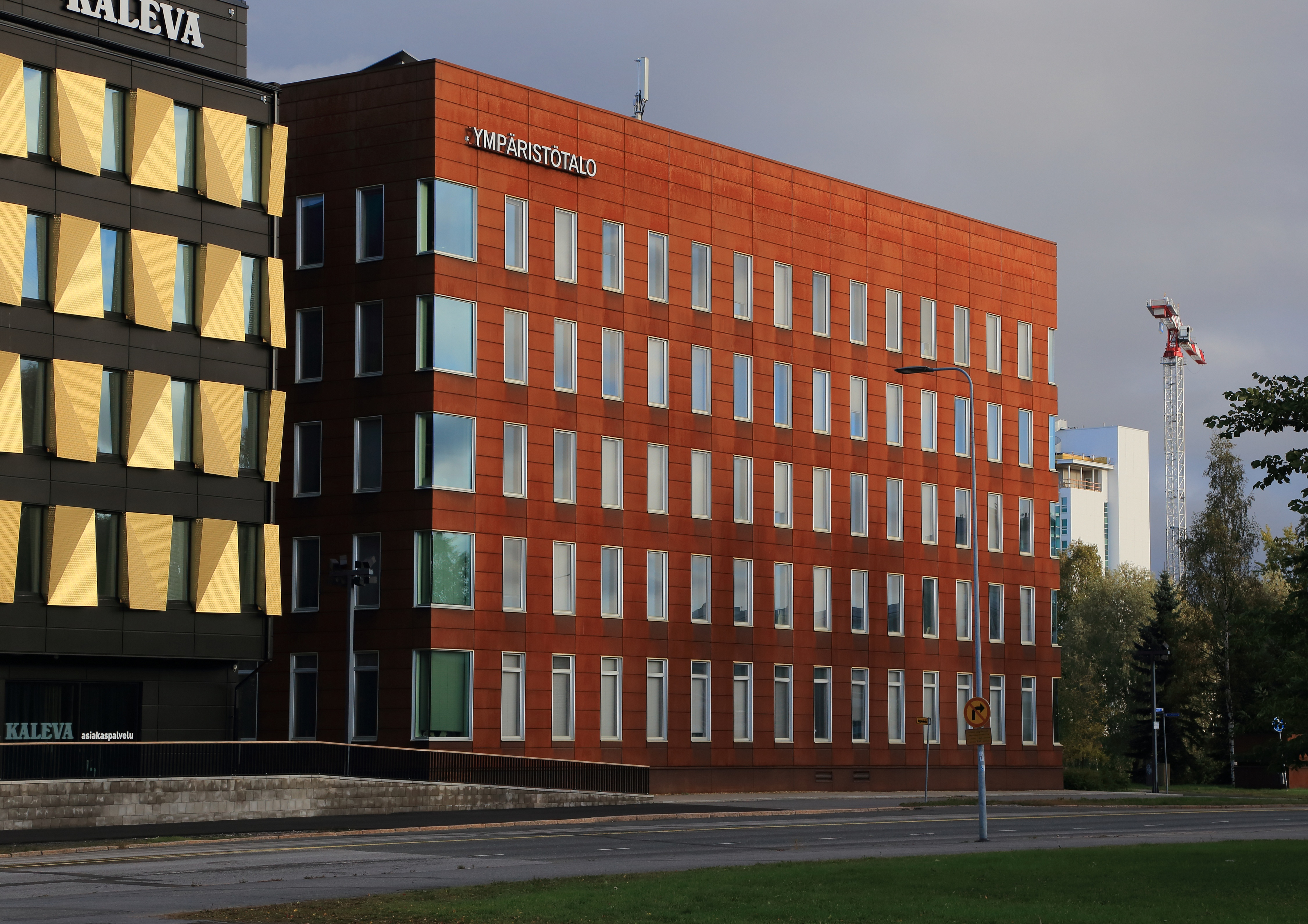